# チオブスカリン
チオブスカリン(Thiobuscaline)または3,4-ジメトキシ-5-ブチルチオフェネチルアミン(3,5-dimethoxy-4-butylthiophenethylamine)は、幻覚剤の1つで、ブスカリンのアナログである。アレクサンダー・シュルギンが初めて合成し、著者PiHKALの中で、最小服用量を60-120 mg、持続時間を8時間とした。閾値効果を持つ。薬理学的特性、代謝、毒性については、ほとんどデータがない。